# 張元鎮
張元鎮（1622年—1695年），字翰白，號愚庵，山東單縣人。清朝政治人物、進士出身。

## 生平
順治二年（1645年）舉乙酉科山東鄉試，順治三年（1646年）聯登丙戌科進士。授江南宿遷縣知縣。不久父親去世，后改任上虞縣知縣。